# ورتیکال انترتینمنت
ورتیکال انترتینمنت به (انگلیسی: Vertical Entertainment) یک شرکت توزیع کننده و تولید فیلم مستقل آمریکایی است که در سال ۲۰۱۲ توسط تهیه‌کنندگان ریچارد گولدبرگ و میچ بودین تأسیس شد.